# Little Plastic Castle
Little Plastic Castle es el octavo álbum de estudio publicado por la cantante y compositora estadounidense Ani DiFranco, lanzado en 1998. Es el álbum que ha alcanzado la posición más alta en las listas de Billboard, logrando el número 22 en la lista Top 200.
La canción "Glass House" le dio a DiFranco una nominación al Grammy como mejor intérprete rock femenina.

## Lista de canciones
Todas las canciones compuestas por Ani DiFranco.
1. "Little Plastic Castle" – 4:03
2. "Fuel" – 4:01
3. "Gravel" – 3:32
4. "As Is" – 4:06
5. "Two Little Girls" – 4:57
6. "Deep Dish" – 3:38
7. "Loom" – 2:51
8. "Pixie" – 4:25
9. "Swan Dive" – 6:28
10. "Glass House" – 5:18
11. "Independence Day" – 3:44
12. "Pulse" – 14:15

## Personal
- Ani DiFranco – Guitarra acústica, guitarra, percusión, concertina, batería, guitarra eléctrica, teclados, voz, bajo de pedales
- Jon Blondell – trombón
- Andrew Gilchrist – armonio
- Jon Hassell – trompeta
- Sara Lee – bajo
- Jerry Marotta – batería
- Jason Mercer – bajo, contrabajo, voz
- John Mills – Saxofón barítono
- Gary Slechta – trompeta
- Andy Stochansky – batería, voz

## Producción
- Productor – Ani DiFranco
- Ingenieros – Bob Doidge, Andrew Gilchrist, Mark Hallman
- Mezcla – Ani DiFranco, Andrew Gilchrist
- Mastering – Chris Bellman
- Edición digital – Marty Lester
- Diseño de arte – Ani DiFranco, Adam Sloan
- Fotografía – Asia Kepka, Albert Sanchez

## Listas
| Lista(1998)              | Posición |
| ------------------------ | -------- |
| Australian Albums (ARIA) | 57       |
| US Billboard 200         | 22       |